# Monte Massone
Il monte Massone (2161 m s.l.m.) è la cima più nota della catena spartiacque che separa la Valle Strona a sud, dalla bassa Val d'Ossola, nella provincia del Verbano-Cusio-Ossola.

## Descrizione

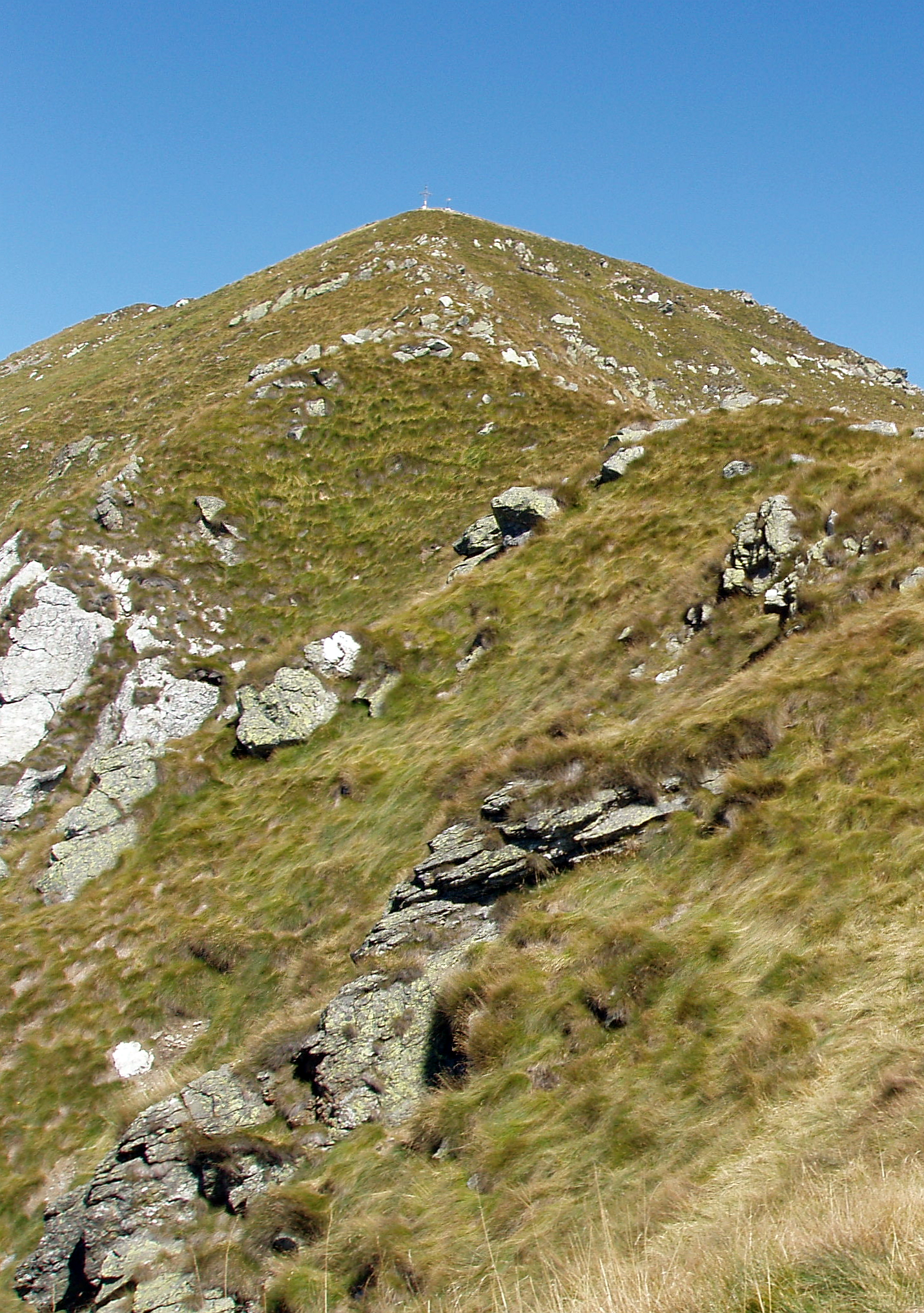
La cima dalla cresta sud-orientale

È un punto panoramico di prim'ordine sovrastando le montagne circostanti. Dal versante di Ornavasso, dal quale non si scorge la vetta, il monte è nascosto da un vicino rilievo, l'Eyehorn (2131 m).
Sulla vetta dal 1921 è presente una croce alta 4 m in profilato di ferro con campana, mentre sul versante ossolano sono presenti trincee risalenti alla prima guerra mondiale della Linea Cadorna. Il versante meridionale è ricoperto di ampi pascoli, mentre quello settentrionale è scosceso e roccioso con arbusti. Sotto la vetta a quota 1900 m in valle Strona, vi è un pianoro con delle risorgive che formano delle pozze chiamate tuttora Laghetti, oggetto in tempi passati di tentativi di bonifica. Nelle viscere della montagna giacciono vene di marmo, giacimenti di rame, di ferro e di oro.

## Accesso alla cima

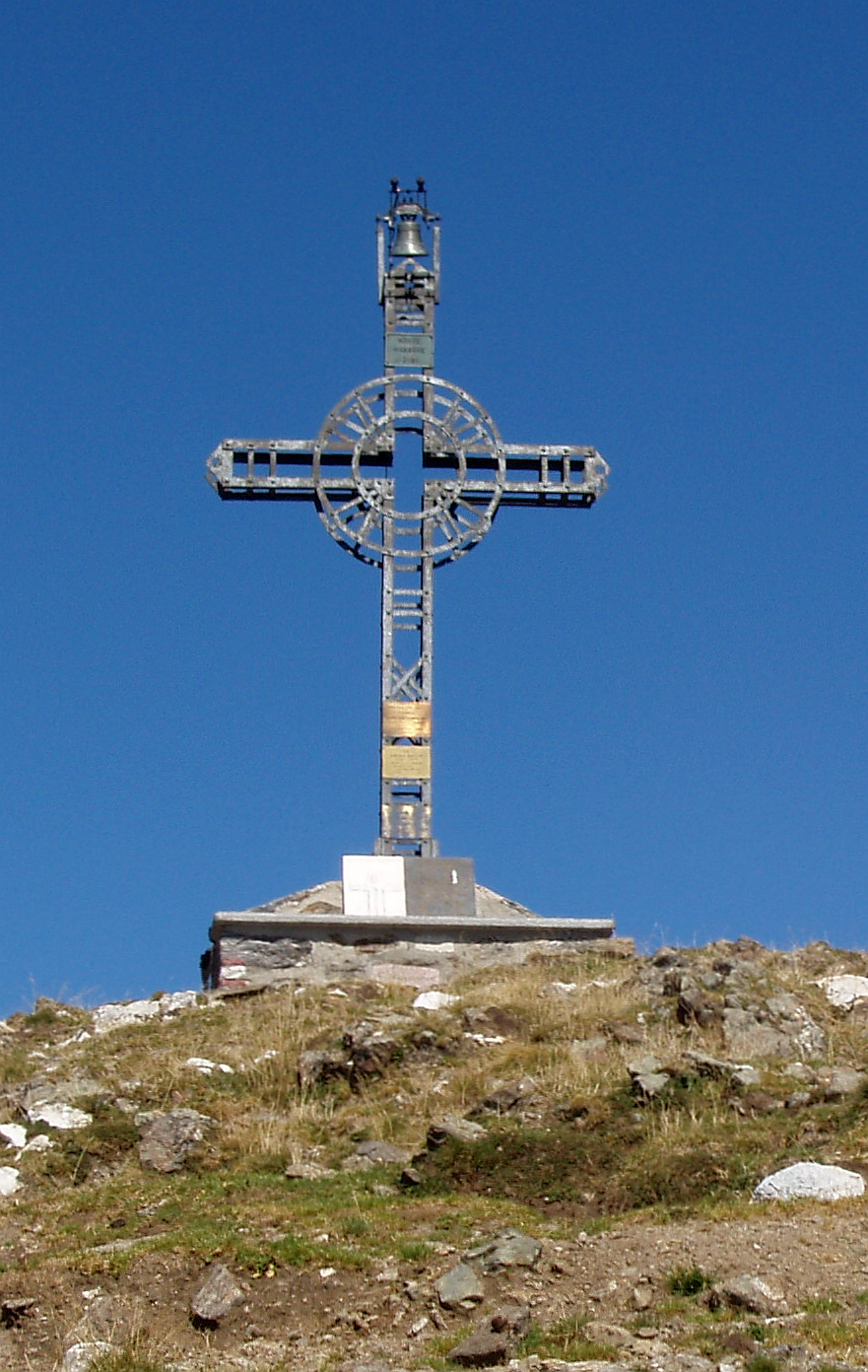
La croce di vetta

Il monte Massone è una delle mete escursionistiche più note e frequentate della bassa Valle Ossola.. La cima può essere raggiunta per sentiero dalla Valle Strona partendo dall'Alpe Loccia (a monte di Chesio, in comune di Loreglia), oppure dalla Val d'Ossola partendo da Cortevecchio (Ornavasso), oppure ancora dall'Alpe Quaggione (Germagno).

## Punti d'appoggio

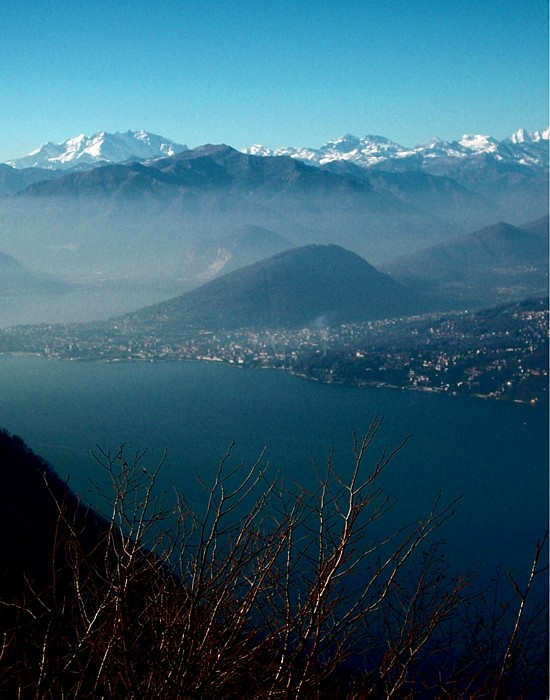
Il monte Massone, con in primo piano il Lago Maggiore e, dietro, il gruppo del Rosa

Attività di pastorizia sono condotte all'alpe Campalero 1563 m e all'alpe Cortevecchio 1518 m.
All'alpe Cortevecchio vi è il rifugio Oliva - Brusa Perona Renato del CAI di Gravellona Toce, con apertura stagionale.

## Manifestazioni
Ogni anno, dalla pro loco di Luzzogno, viene organizzata, solitamente la prima domenica di agosto, la festa dell'amicizia con S. Messa alla croce di vetta e pranzo nelle casere lungo il cammino di ritorno.